# Chrono des Nations-Les Herbiers-Vendée féminin 2016
La 30e édition du Chrono des Nations-Les Herbiers-Vendée féminin a eu lieu le 23 octobre 2016. La course fait partie du calendrier international féminin UCI 2016 en catégorie 1.1. Elle est remportée par la Belge Ann-Sophie Duyck.

## Classements

### Classement final
| \| Classement général \| Classement général \| Classement général \| Classement général \| Classement général \| \| Coureuse \| Coureuse \| Pays \| Équipe \| Temps \| \| ------------------ \| ---------------------- \| ------------------ \| ------------------------------- \| ------------------ \| \| 1re \| Ann-Sophie Duyck \| Belgique \| Topsport Vlaanderen-Etixx \| 28 min 55 s \| \| 2e \| Hayley Simmonds \| Royaume-Uni \| \| + 36 s \| \| 3e \| Lotta Lepistö \| Finlande \| Cervélo Bigla \| + 1 min 16 s \| \| 4e \| Vita Heine \| Norvège \| Hitec Products \| + 1 min 25 s \| \| 5e \| Cecilie Gotaas Johnsen \| Norvège \| Hitec Products \| + 1 min 30 s \| \| 6e \| Edwige Pitel \| France \| SC Michela Fanini \| + 1 min 44 s \| \| 7e \| Eri Yonamine \| Japon \| Poitou-Charentes.Futuroscope.86 \| + 1 min 46 s \| \| 8e \| Marjolaine Bazin \| France \| DN 17 Poitou-Charentes \| + 1 min 51 s \| \| 9e \| Séverine Eraud \| France \| Poitou-Charentes.Futuroscope.86 \| + 1 min 52 s \| \| 10e \| Aude Biannic \| France \| Poitou-Charentes.Futuroscope.86 \| + 2 min 19 s \| |                        |             |                                 |              |
| |                        |             |                                 |              |
| Source : ProCyclingStats |                        |             |                                 |              |
| Classement général |                        |             |                                 |              |
| Coureuse | Coureuse               | Pays        | Équipe                          | Temps        |
| 1re | Ann-Sophie Duyck       | Belgique    | Topsport Vlaanderen-Etixx       | 28 min 55 s  |
| 2e | Hayley Simmonds        | Royaume-Uni |                                 | + 36 s       |
| 3e | Lotta Lepistö          | Finlande    | Cervélo Bigla                   | + 1 min 16 s |
| 4e | Vita Heine             | Norvège     | Hitec Products                  | + 1 min 25 s |
| 5e | Cecilie Gotaas Johnsen | Norvège     | Hitec Products                  | + 1 min 30 s |
| 6e | Edwige Pitel           | France      | SC Michela Fanini               | + 1 min 44 s |
| 7e | Eri Yonamine           | Japon       | Poitou-Charentes.Futuroscope.86 | + 1 min 46 s |
| 8e | Marjolaine Bazin       | France      | DN 17 Poitou-Charentes          | + 1 min 51 s |
| 9e | Séverine Eraud         | France      | Poitou-Charentes.Futuroscope.86 | + 1 min 52 s |
| 10e | Aude Biannic           | France      | Poitou-Charentes.Futuroscope.86 | + 2 min 19 s |

### Points UCI
| Position           | 1er | 2e | 3e | 4e | 5e | 6e | 7e | 8e | 9e | 10e | 11e | 12e | 13e | 14e | 15e | 16e | 17e | 18e |
| Classement général | 80  | 60 | 45 | 35 | 30 | 25 | 21 | 18 | 15 | 12  | 10  | 8   | 6   | 5   | 4   | 3   | 2   | 1   |

## Organisation et règlement

### Primes
L'épreuve attribue les primes suivantes :
| Position | 1er   | 2e    | 3e    | 4e    | 5e    | 6e    | 7e    | 8e    | 9e    | 10e  |
| Prix     | 379 € | 326 € | 272 € | 164 € | 152 € | 141 € | 130 € | 119 € | 109 € | 97 € |

La onzième place donne 87 €, la douzième 76 €, la treizième 66 €, la quatorzième 52 €, la quinzième place 42 €, et celles de seize à vingt 28 €.